# Vuitena temporada de Supernatural
Aquesta és una llista d'episodis de la vuitena temporada de Supernatural. La sèrie va ser renovada per a una vuitena temporada el 26 d'abril de 2012. Aquesta es va estrenar el 3 d'octubre de 2012 i va finalitzar el 15 de maig de 2013, està composta per 23 episodis.

## Argument
Un any després de ser arrossegat al Purgatori, Dean torna a la terra, portant dins del seu cos l'ànima d'un vampir anomenat Benny. Durant aquest període, Sam va detenir la seva vida de caçador i va començar una relació amb una veterinària anomenada Amelia, però al retorn d'en Dean, havien acabat. Dean secretament ajuda a Benny a retornar al seu cos abans de reunir-se amb Sam. Els germans Winchester descobreixen que Kevin ha escapat de les mans de Crowley per trobar-lo temps després. El profeta revela que Crowley ha descobert una altra taula amb la "Paraula de Déu", la qual conté encanteris capaços de tancar per sempre les portes de l'infern, deixant atrapats dins als dimonis. Kevin va robar i va ocultar aquesta taula, la qual cosa provoca que Crowley el persegueixi. En el transcurs de la temporada, Kevin els mostra als nois que han de fer tres proves per tancar l'infern, però amb Crowley darrere d'ells tot es complica més del planejat.

## Personatges principals
- Jared Padalecki com Sam Winchester
- Jensen Ackles com Dean Winchester

## Personatges recurrents
- Misha Collins com Castiel (8 episodis 2012 - 2013)
- Ty Olsson com Benny (8 episodis 2006 - 2013)
- Liane Belaven com Amelia (7 episodis 2012 -2013)
- Mark Sheppard com Crowley (25 episodis 2009 - 2013)
- Osric Chau com Kevin Tran (11 episodis 2012 - 2013)
- Lauren Tom com la Sra. Tran (2 episodis 2012 - 2013)
- Amanda Tapping com Naomi (7 episodis 2012 - 2013)
- Tyler Johnston com Samandriel (4 episodis 2012 -2013)
- Jim Beaver com Bobby Singer (55 episodi 2006 - 2013)
- Rachel Miner com Meg (7 episodi 2009 -2013)

## Llista d'episodis
| # | Títol Original                                                              | Emissió Original       | Audiència | Entitat Sobrenatural                       |
| --- | --------------------------------------------------------------------------- | ---------------------- | --------- | ------------------------------------------ |
| 150 (8.1) | "We Need to Talk about Kevin"(Hem de parlar de Kevin)                       | 3 d'octubre de 2012    | 1.85      | Vampirs / Dimonis / Profeta / Crowley      |
| Dean torna a emergir del Purgatori, però ell no està sol. Es dirigeix directament a Sam, però la reunió no és exactament el que pensava que seria. Sam deixa tot per unir-se al seu germà, però deixar la vida que havia arribat a gaudir, resulta ser més difícil del que imaginava. Dean i Sam busquen a Kevin que ha aconseguit escapar de la persecució de Crowley, quan el troben, les coses li venen al capdavant ràpidament i els explica què és el que vol Crowley. |                                                                             |                        |           |                                            |
| 151 (8.2) | "What's up, Tiger Mommy?" (Què passa, Mamà Tigressa?)                       | 10 d'octubre de 2012   | 2.51      | Déus Pagans / Dimonis / Profeta / Crowley  |
| Kevin parla amb Sam i Dean sobre la seva mare. Quan arriben, veuen que Crowley l'ha envoltat de dimonis, per la qual cosa decideixen rescatar-la i portar-la amb ells en la seva cerca per trobar la tauleta. No obstant això, aviat descobreixen que Kevin no estava bromejant quan va dir que la seva mare era una dona de caràcter fort després que ella intenti detenir a Crowley. |                                                                             |                        |           |                                            |
| 152 (8.3) | "Hertache"(Atacs al Cor)                                                    | 17 d'octubre de 2012   | 2.13      | Déus Pagans                                |
| Sam i Dean investiguen una sèrie d'assassinats inusuals on les víctimes eren tots els receptors d'òrgans d'un mateix donant. L'assassí és capturat, però les coses es compliquen encara més quan els germans, troben a l'assassí en un tràngol murmurant una oració antiga. |                                                                             |                        |           |                                            |
| 153 (8.4) | "Bitten"(Mossegat)                                                          | 24 d'octubre de 2012   | 1.86      | Homes llop                                 |
| Sam i Dean investiguen un estrany assassinat en una ciutat universitària. Prop del seu sospitós, en irrompre en el seu departament troben dos cadàvers i un ordinador portàtil amb claus, algunes imatges i un vídeo perturbador. L'enregistrament comença amb Brian, Mike i Kate sentint parlar d'un atac d'un animal poc comú al seu poble i la resta de la història es revela a través dels seus ulls. Sam i Dean es converteixin en participants sense saber-ho d'una pel·lícula estudiantil única. |                                                                             |                        |           |                                            |
| 154 (8.5) | "Blood Brother"(Germà de Sang)                                              | 31 d'octubre de 2012   | 1.78      | Vampirs                                    |
| Després de rebre una brutal pallissa per uns vampirs Benny, decideix cridar a Dean a la recerca d'ajuda. Dean abruptament empaca i li diu a un confós Sam que necesita un "dia personal." Benny confessa que ell necessita del Dean i li recorda com els va ajudar a ell i a Castiel al purgatori. Mentrestant, Sam utilitza el seu temps tot sol per reflexionar sobre la vida que va deixar enrere amb Amelia. No obstant això, quan les coses van malament per a Dean i Benny, Dean truca a Sam a la recerca d'ajuda, la qual cosa fa que tot sigui molt complicat. |                                                                             |                        |           |                                            |
| 155 (8.6) | "Southern Comfort"(Consolo Meridional)                                      | 7 de novembre de 2012  | 2.32      | Espectre                                   |
| Sam i Dean es troben a Garth, i treballen amb ell en un cas sobre un espectre que posseeix a les persones fent que aquestes treguin tota la seva ira contra una persona. Aquest espectre posseeix a Dean; qui reclama a Sam no haver-lo buscat quan estava al Purgatori per estar amb una "noia", Amelia. Després d'acabar amb l'espectre Sam li diu a Dean que ell és l'únic que guarda secrets, ja que no li havia explicar sobre el Benny. |                                                                             |                        |           |                                            |
| 156 (8.7) | "A Little Slice Of Kevin"(Un Pedacito de Kevin)                             | 14 de novembre de 2012 | 2.32      | Angeles/Dimonis/Vampirs/Leviatanes/Crowley |
| Sam i Dean es queden sorpresos quan Castiel apareix de sobte a la Terra sense cap record de com va escapar del Purgatori. Mentrestant, la Sra. Tran allista una bruixa per confeccionar una bomba dimoni, però la bruixa traeix a la Sra. Tran i es torna contra ella i Kevin recolzant a Crowley. |                                                                             |                        |           |                                            |
| 157 (8.8) | "Hunteri Heroici"(Cazadorus Heroicus)                                       | 28 de novembre de 2012 | 2.00      | Angeles/Psíquics                           |
| Castiel li diu a Sam i Dean que ell està decidit a convertir-se en un caçador com ells. Als Winchester no els agrada la idea però al costat de l'àngel investiguen un cas en el qual a un home se li va rebentar literalment el cor, sortint del seu pit. Els nois descobreixen que ha estat més que un estrany assassinat al poble i tots ells s'assemblen a les morts de dibuixos animats. |                                                                             |                        |           |                                            |
| 158 (8.9) | "Citizen Fang"(Ciutadà Ullal)                                               | 5 de desembre de 2012  | 2.06      | Vampirs                                    |
| Sam li demana a un caçador anomenat Martin que vigili a Benny sense dir-li res al Dean. Martin li diu a Sam que hi ha un vampir assassí i sam creu que és Benny però Dean defensa al seu amic. Quan Martín decideix prendre les coses a les seves pròpies mans, les coses es posen serioses i Dean es veu obligat a prendre una decisió molt difícil. |                                                                             |                        |           |                                            |
| 159 (8.10) | "Torn and Frayed"(Trencat i Atrotinat)                                      | 16 de gener de 2013    | 1.99      | Vampirs / Dimonis / Angeles / Crowley      |
| El capítol comença quan els germans es reuneixen de nou després dels esdeveniments de l'últim capítol, Pel que sembla Sam perdona a Dean per haver-lo enganyat per allunyar-se de Benny. Sam es troba amb Amelia i fan un pacte, es veuran al següent dia, si tots dos arriben estaran junts, però si un dels dos falta, la decisió haurà estat presa i no es tornaran a veure. Castiel, que ha estat ajudant a les persones necessitades com a part de la seva penitència, és convocat per Naomi per rescatar a Samandriel, llavors Castiel li demana ajuda a Dean, encara que es nega, al final l'àngel i els dos germans acaben en la cerca de Samandriel, però després que Crowley el torturés Samandriel li confessa sobre la paraula de déu. |                                                                             |                        |           |                                            |
| 160 (8.11) | "LARP and The Real Girl"(El Joc de Rol i una Noia de debò)                  | 23 de gener de 2013    | 2.01      | Fades                                      |
| Sam i Dean investiguen misterioses morts de jugadors de rol, en el camí es troben amb la reina dels jugadors, qui resulta ser Charlie Bradbury, (Felicia Day) qui els va ajudar a destruir a Dick Roman i ara té una nova identitat i una nova vida. Charlie s'enamora de Gilda, una altra jugadora, però resulta ser un fada i un súbdit de Charlie, Jerry, vol desfer-se de Charlie i per això captura a Gilda per desaparèixer-la. Mentrestant, Charlie i Gilda s'enamoren. |                                                                             |                        |           |                                            |
| 161 (8.12) | "As Time Goes By"(As Time Goes By)                                          | 30 de gener de 2013    | 2.12      | Dimonis                                    |
| Al 1958 un home intenta escapar del dimoni Abaddon en la seva cerimònia d'iniciació com a home de lletres, l'home, anomenat Henry Winchester, aconsegueix salvar-se obrint un portal cap a un altre lloc, però alguna cosa surt malament i apareix en el motel on Sam i Dean estan descansant, el pitjor és que no només Henry creua, si no que també Abaddon ho fa darrere d'ell. A poc a poc els nois descobreixen que Henry és el seu avi i al mateix temps Henry descobreix que morirà en aquesta missió i que per això el seu fill, John winchester creixerà spñ, per la qual cosa decideix tornar al seu temps amb ell, però Abaddon apareix i segresta a Sam, al final Henry mor assassinat per Abaddon. |                                                                             |                        |           |                                            |
| 162 (8.13) | "Everybody Hates Hitler"(Tothom Odia a Hitler)                              | 6 de febrer de 2013    | 2.29      | Golem                                      |
| A Rússia, un home gegant entra a un camp de concentració nazi, mentre que els guàrdies del camp intenten desesperadament detenir-lo, el Comandant, Eckhart, llança un encanteri per escapar quan es crema el camp i protegeix un maletí que els nazis intentaven protegir. En l'actualitat, el rabí Bass, cerca a través d'una biblioteca de la universitat i troba un llibre que li fa por. Ell fa una trucada de telèfon abans que un home misteriós que el seguia l'incendiï misteriosament. Al mateix temps, Sam i Dean es troben l'abandonat però encara intacte magatzem dels homes de lletres. El net del rabí Aaron, hereta al gegant abans esmentat, o millor aquest gòlem, però Sam i Dean han d'ajudar-los quan descobreixen una aparent connexió amb els homes de lletres. |                                                                             |                        |           |                                            |
| 163 (8.14) | "Trial and Error"(Prova i Error)                                            | 13 de febrer de 2013   | 2.41      | Gossos de l'infern / Dimonis               |
| Sam i Dean es traslladen al magatzem dels homes de lletres, mentre Dean gaudeix de la seva primera habitació, Kevin aconsegueix desxifrar la primera paraula de déu, que diu que han de superar tres proves, la primera és que qui segelli les portes de l'infern haurà de matar a un gos de l'infern i banyar-se amb la seva sang, llavors Sam troba un cas de Tracte demoníac. Sam troba un cas a Idaho, la família Cassidy, en la qual fa 10 anys diversos membres de la família van fer tractes amb Crowley quan ell passava pel poble, llavors es van fer milionaris, desafortunadament dos membres de la família moren però una treballadora també va fer un tracte, llavors Dean decideix matar el gos de l'infern, però quan aquest l'ataca, Sam acaba salvant-lo i vessant sang sobre si mateix del gos, per la qual cosa Sam haurà de passar les altres dues proves. |                                                                             |                        |           |                                            |
| 164 (8.15) | "Man's Best Friend with Benefits"(El Millor Amic de l'Home amb Dret a Frec) | 20 de febrer de 2013   | 2.10      | Bruixots                                   |
| Una dona misteriosa, Portia apareix en el motel on estaven Sam i Dean convertida en gos, no obstant això poc després mostra la seva forma real i els demana que ajudin al seu amo, James Frampton. Sam i Dean es retroben amb James, un policia amb el qual ja havien tingut un cas anteriorment i el qual els va ajudar, ells descobreixen que James és un bruixot i ell els explica que té somnis de com mata a persones innocents, a pesar que no recorda haver-les matat, apareixen els cadàvers de les persones que somia. Al final descobreixen que el millor amic de James era el responsable perquè volia estar amb Portia. |                                                                             |                        |           |                                            |
| 165 (8.16) | "Remember The Titans"(Acorda't dels Titanes)                                | 27 de febrer de 2013   | 2.13      | Déus                                       |
| En Great Falls, Montana, un conductor atropella a un home, Shame i marxa, quan un policia troba el cos, aquest desapareix, l'home reviu i marxar. Després d'un altre accident Sam i Dean investiguen el cas i porten el cos de Shame amb ells. Shame els confessa que pot morir diverses vegades però sempre torna a despertar, la filla de Zeus apareix i mata a Shame una altra vegada, l'endemà, es troben amb Hayley, mare d'Oliver, el fill de Shame. Sam descobreix que Shame en realitat és Prometeu, i que Zeus el va maleir amb la mort eterna, per la qual cosa mor una vegada al dia per tota l'eternitat. Un altre problema és que és hereditari i Oliver també té la maledicció, llavors Sam i Dean breguen amb Zeus i la seva filla, que volen matar a Prometeu i al seu fill. |                                                                             |                        |           |                                            |
| 166 (8.17) | "Goodbye Stranger"(Adéu Desconegut)                                         | 20 de març de 2013     | 2.16      | Dimonis / Angeles                          |
| Naomi li esborra la memòria a Castiel després de preparar-lo perquè assassini a milers de còpies de Dean, l'envia a trobar una taula d'àngels abans que Crowley la trobi primer. Sam i Dean tenen un cas en el qual les víctimes apareixen amb els ulls fregits i els òrgans destrossats, en buscar al dimoni que ha fet això, els nois descobreixen que Castiel està darrere d'aquestes morts i ell els diu que està buscant la meitat de la taula, mentre que els dimonis estan en la cerca de la cripta de Llucifer. |                                                                             |                        |           |                                            |
| 167 (8.18) | "Freaks and Geeks"(Frikis i Cerebritos)                                     | 27 de març de 2013     | 2.23      | Vampirs                                    |
| Quan estan caçant vampirs, Sam i Dean es troben amb un equip que també caça vampirs, encapçalats per Krissy Chambers, (Madison McLaughlin, que repeteix el seu paper de l'episodi 7.11) aquest equip està format per Krissy, Aiden i Josephine, joves que van perdre a les seves famílies per culpa de nius de vampirs, i són comandats per un caçador anomenat Victor. Poc després, Sam i Dean s'assabenten que Victor intenta formar equips, contractant vampirs per matar a famílies i així fer que els supervivents s'uneixin a ell per "venjar" l'assassinat dels seus sers estimats. |                                                                             |                        |           |                                            |
| 168 (8.19) | "Taxi Driver"(Taxista)                                                      | 3 d'abril de 2013      | 1.90      | Dimonis / Angeles / Parca                  |
| Sam i Dean es reuneixen amb Kevin per fer-li front a Crowley quan aquest juga amb la ment de Kevin. Els germans eventualment formen equip amb un nou reaper anomenat Ajay (Assaf Cohen), el qual ajudarà a Sam a passar la segona prova de tancar les portes de l'infern. Mentrestant, Dean rep la visita de l'àngel Naomi i li fa adonar-se que necessita parlar amb Kevin, però aquesta sembla tenir un interès ocult. |                                                                             |                        |           |                                            |
| 169 (8.20) | "The Pac-Man Fever"(Febre de Pac-Man)                                       | 24 d'abril de 2013     | 2.38      | Djinn                                      |
| Dean desperta en un videojoc al 1951, 24 hores abans es troben amb Charlie junts treballen en el cas d'un Djinn, qui rapta a Charlie, després que Sam i Dean la troben no poden despertar-la així que Dean pren l'arrel del somni africana per entrar en el somni de Charlie i la fa despertar. Ella marxa i Dean li diu a Sam que haurien de buscar a Kevin. |                                                                             |                        |           |                                            |
| 170 (8.21) | "The Great Escapist"(El Gran Evasor)                                        | 1 de maig de 2013      | 2.07      | Dimonis / Angeles                          |
| Kevin és segrestat per Crowley en el vaixell de Garth però amb una il·lusió falsa de Dean i Sam, però en realitat són dimonis per enganyar-lo; el veritable Sam i Dean reben un vídeo de missatge de Kevin. Mentre Castiel està intentant evadir als àngels i a Naomi mentre custodia la tauleta de l'àngel. Aquí coneix a Metatron l'escrivent de Déu i creador de la taula del dimoni; Kevin revela que l'última prova és guarir a un dimoni. |                                                                             |                        |           |                                            |
| 171 (8.22) | "Clip Xou"(Fragments de l'Espectacle)                                       | 8 de maig de 2013      | 2.07      | Crowley / Abaddon                          |
| Sam, Dean i Castiel comencen a investigar per saber com preparar per a la tercera prova de guarir a un dimoni amb un projector de cinema on dos sacerdots estan intentant fer l'exorcisme per fer que un dimoni es torni humà però fracassen. Sam i Dean decideixen usar a Abaddon (Josie Sands) retornant-lo a la vida però degut a la distracció de la trucada de Crowley ella desapareix, d'altra banda Crowley està començant a matar a les persones que els germans havien salvat temps enrere: Tommy Collins, Jenny Klein i Sarah Blake. Però Sam i Dean troben a Jenny morta en el forn quan Crowley el truca per donar una altra adreça amenaçant amb matar a Sarah, però tot i el seu esforç ella mor per una petita bossa d'encanteri que estava en el telèfon; obligant-los a deixar les proves i entrgar la meitat de la taula que tene. Mentre Metatron li diu a Castiel de superar unes proves per poder arreglar els problemes del cel, ell supera la primera prova de matar a un Nephilim. |                                                                             |                        |           |                                            |
| 172 (8.23) | "Sacrifice"(Sacrifici)                                                      | 15 de maig de 2013     | 2.31      | Crowley / Abaddon / Angeles / Metatron     |
| La xèrif Jody Mills té una cita amb un home anomenat Roderick però en realitat és Crowley en el restaurant Jody és a punt de morir ofegada en el bany per la bossa d'encanteri, però és salvada gràcies a la intervenció de Sam i Dean per lliurar la taula a canvi de no matar a les persones innocents. Però Dean aconsegueix atrapar a Crowley amb unes esposes que li impedeixen escapar i ell serà utilitzat per a la tercera prova que és guarir a un dimoni. Mentre Castiel i Metatron contínua la prova per aconseguir l'Arc de Cupido i tancar el cel, Naomi segresta a Metatron i entre en la seva ment, descobrint les seves veritables intencions (expulsar a tots els àngels del cel) llavors Naomi li adverteix a Castiel que no haruria de confiar en Metatron i li revela la seva veritable intenció però Castiel no ho creu i li adverteix a Dean que si Sam completa les proves ell morirà com a última prova de sacrifici per tancar les Portes de l'Infern. Dean va amb Sam i impedeix que acabi l'última prova deixant a Sam en mal estat. Castiel torna al cel i troba a Naomi assassinada per Metatron; després aquest li extreu la gràcia a Castiel per completar l'encanteri per expulsar els àngels, tornant-lo humà. La temporada acaba que es veuen a centenars d'àngels caient a la terra en el que creiem seran humans. |                                                                             |                        |           |                                            |